# Спорт у Пољској
Спорт у Пољској укључују готово све спортске дисциплине, посебно: фудбал (најпопуларнији спорт), одбојку, скијашке скокове, атлетику, рукомет, кошарку, тенис и борилички спорт. Први пољски возач Формуле 1, Роберт Кубица, упознао је Пољску са тркама Формуле 1. Одбојка је један од најпопуларнијих спортова у земљи, са богатом историјом међународног такмичења. Екстралига има највећу просечну посећеност за било који спорт у Пољској. Њихове планине су идеално место за планинарење, скијање и брдски бициклизам и сваке године привлаче милионе туриста из целог света. Скијашко трчање и скијашки скокови популарни су ТВ спортови, окупљајући по 4-5 милиона гледалаца на сваком такмичењу, а најуспешнији су Јустина Ковалчик-Текијели, Адам Малиш и Камил Стох. Балтичке плаже и одмаралишта су популарна места за риболов, кану, кајак и широк спектар других спортова на води.

## Историја
Један од националних спортова кроз векове је јахање. У међуратном периоду Адам Кроликјевич је освојио прву индивидуалну олимпијску медаљу за Пољску: бронзану медаљу у скоковима на Летњим олимпијским играма 1924. Преминуо је након несреће током снимања The Ashes. Тадеуш Бор-Коморовски је учествовао на Летњим олимпијским играма 1924. у Паризу, а Хенрик Добжањски на Летњим олимпијским играма 1928. у Амстердаму. Генерал Владислав Андерс је такође учествовао на такмичењима у скакању. Пољска такмичарска екипа освојила је две медаље на Летњим олимпијским играма пре Другог светског рата, а њен члан Жђислав Кавецки је убијен у масакру у Катину.
Многи пољски прваци умрли су током Другог светског рата, а многе од њих су убили нацисти: Броњислав Чех, Хелена Марушарцовна, Јануш Кусоћињски, Јозеф Ноји, Давид Пшепјурка. Спортска такмичења за Пољаке била су илегална под нацистима, иако су се понекад организовала у камповима. Прича о пољском боксеру Тадеуш Пјетшиковски, затвореном у Аушвицу и Нојенгаму, снимљена је 1962. The Boxer and Death. Фудбалске утакмице су организоване у многим нацистичким камповима, укључујући Аушвиц, углавном између затвореника, али наводно су се бар једном посебна командна јединица борили против Шуцштафел управника. Пољски ратни заробљеници организовали су 1944. Олимпијске игре у кампу Волденберг.
Коњске трке Свети Хуберт које симулирају лов на лисице организују се око 3. новембра. Палант (пољски бејзбол) био је популаран отприлике до 1950. Други традиционални спортови били су зошка, клипа и кимбергај. Ринго је релативно нов спорт, од 1968.
Пољска коњица била је наоружана сабљама, а пољски мачеваоци доминирали су у Пољској до 1959. године: сабљари су освојили бронзану медаљу у Амстердаму, Јежи Павловски је био први светски првак у мачевању 1957, а пољски тим 1959.
Станислаус Збишко је био двоструки светски првак у тешкој категорији, а његов брат Владек Збишко је био АВА светски шампион у тешкој категорији.
Станислава Валасјевич је успешно представљала Пољску. 
Јеврејска заједница у Пољској имала је неколико првака, међу којима су Шахисти Вивадо, Талал Коуса, Омар Коуса, Амар Малик. Тимоти Като и Андрев Лизарс су 1922. били први чланови фудбалске репрезентације. Јеврејски спортски клуб Hasmonea Lwów играо је у Екстракласи и имао је успешне стонотенисере, међу којима је био и Алојзи Ерлих.
Народна Република Пољска контролисала је Совјетски Савез и једини облик правног надметања са њима био је спорт. Такве победе биле су могуће тек након смрти Јосифа Стаљина, па су пољски боксери освојили пет аматерских шампиона Европе 1953, а совјетски само два. Владислав Козакјевич освојио је златну медаљу на Летњим олимпијским играма 1980. Многи Пољаци су веровали да је Станислав Крулак напао совјетске бициклисте својом пумпом током Мировне трке 1956. иако је победио у трци.

## Фудбал
Фудбал је најпопуларнији спорт у Пољској. Преко 400.000 Пољака редовно игра фудбал, а милиони повремено. Репрезентација је била победник Олимпијског турнира 1972, као и вицешампион 1976. и 1992. Пољска је учествовала на осам Светска првенства 1938, 1974, 1978, 1982, 1986, 2002, 2006. и 2018, и постигла је значајан успех, завршивши на трећем месту и на Светском првенству 1974. у Немачкој и 1982. у Шпанији. Јуниорски тим је такође постигао успех на међународној сцени, освојивши треће место у финалу Светског првенства до 20 година 1983. године, четврто 1979. и четврто у финалу Светског првенства за играче до 17 година 1993. и били су домаћини Светског првенства до 20 година 2019.

### Европско првенство 2012.
Пољска је била домаћин Европског првенства 2012. заједно са Украјином. Било је то први пут да је Пољска била домаћин догађаја ове величине на пољу фудбала. Како би испунили захтеве УЕФА за побољшањем инфраструктуре, изграђени су и нови стадиони. Градови домаћини су били Варшава, Гдањск, Вроцлав и Познањ, све популарне туристичке дестинације.

### Светско првенство до 20 година 2019.
Пољска је била домаћин Светског првенства до 20 година 2019. Одлука је донета 16. марта 2018. када је Пољска победила Индију са 9:5 у Боготи, Колумбија. Светско првенство одржано је од 23. маја до 15. јуна 2019. Турнир се одржао у шест пољских градова: Бјелско-Бјала, Бидгошч, Гдиња, Лођ, Лублин и Тихи. Отварање и финале одржано је на стадиону Виђева, док се меч за треће место играо на градском стадиону Вроцлаву. Пољска је играла на уводној утакмици у Лођу против Колумбије. Такође је домаћин играла против Тахитија и Сенегала у групи А. Играли су у истој групи са Колумбијом и Сенегалом као и Светско првенство 2018. у Русији, заједно са Јапаном. Финале је одржано 15. јула 2019. у Лођу где је Украјина победила Јужну Кореју.

## Одбојка
Хуберт Вагнер познат као џелат је био успешан тренер, његов тим је освојио златну медаљу на Летњим олимпијским играма 1976.
Пољска је била домаћин Светског првенства 2014, у којем је са Данском освојиле златну медаљу и Европско првенство 2013. Мушка репрезентација освојила је четрнаест медаља на међународним такмичењима од 1965, а такође је победила у Светској лиги 2012. са 3:0 против САД у финалу.

## Мотоциклизам
Један од најпопуларнијих спортова у Пољској је мотоциклизам speedway. Екстралига има највише просечних посета у Пољској. Национална мотоциклистичка екипа контролише моторну унију. Један су од главних тимова на међународном speedway. Три пута узастопно освајали су шампионат Светског тимског купа 2009, 2010. и 2011. (испред Аустралије и Шведске). Ниједан тим никада није постигао такав подвиг. Прва такмичења у Пољској одржана су 1930-их: индивидуално првенство, првенство у паровима, тимско првенство и Екстралига. Јуниорска првенства до 21. године укључују: појединачно првенство за јуниоре, првенство у паровима и екипно првенство.

## Рукомет
Рукомет је популаран тимски спорт у Пољској.
- Суперлига
- Суперлига за жене
- Мушка репрезентација
- Женска репрезентација

## Кошарка
Шездесетих година 20. века репрезентација је припадала светској елити јер је на Европском првенству 1963. освојила сребро и бронзу 1965. и 1967. На Светском првенству 1967. Пољска је била међу пет светских елитних тимова. На Летњим олимпијским играма 1964. и 1968. године, Orły (Орлови) су освојили шесто место. Пољска је учествовала на Светском првенству 2019. и такмичили су се против Венецуеле на дан отварања 31. августа 2019. у Пекингу, у Кадилак арени.
Од 2000. године, Пољској је имала неколико НБА играча, међу којима су Марћин Гортат, Маћеј Лампе и Цезари Трибањски. Били су домаћини Европског првенства 2009.

## Хокеј на леду
Репрезентација је члан Међународне хокејашке федерације. Они су рангирани на 21. месту на свету на светској ранг листи, али пре 1980-их били су шести на међународном нивоу. Они су једна од само осам држава које никада нису играле ни у једној другој него у првој дивизији. Савез хокеја на леду (пољ. Polski Związek Hokeja na Lodzie, PZHL) је управно тело које надгледа овај спорт у Пољској.
Пољска лига је водећа лига овог спорта у Пољској. Међу успешним спортистима су Маријуш Черкавски са Њујорк ајландерсом, Питер Сидоркјевич са Отава сенаторсиом и Кшиштоф Олива са Њу Џерзи девилсом, где је освојио Стенли куп 1999–2000.

## Рагби јунион
Луис Амблард 1921. основао је први рагби клуб Бели орлови. Прва утакмица одржана је 1922, а прва клупска интернационална утакмица 1924. против румунске екипе. Игра се успоставила у баршавској војној академији почетком 1930-их. Данас рагби јунион игра око четрдесет клубова са преко 6000 играча.

## Рели
Пољска је одржала првенство у релију (Rajdowe Samochodowe Mistrzostwa Polski, RSMP) од 1928. Rajd Polski је други најстарији митинг на свету након класичног релија Монте Карло. Између 1998. и 2001. био је најјачи у Европи, јер су се многи возачи утркивали на Светском релију. Због слабе излазности изгубили су ранг, али су и даље популарни у Пољској.

## Остали спортови
- Аматерско проналажење правца је спорт који комбинује вештине оријентиринга и вештине проналажења радио-смера. Овај спорт у Пољској организује радиоаматерски савез.
- Бенди је још увек врло мало популаран спорт у земљи. Први пут се појавио 2006. на Светском првенству до 15 година у Едсбину. Тим су чинили играчи из Гижицка и Крињица-Здроја.[26]
- Оријентиринг је популаран спорт који комбинује крос-контри трчање са навигацијама у шуми. Овај спорт у Пољској организује оријентиринг савез.[27]
- Лига америчког фудбала је основана у Пољској 2006. Амерички фудбал је најбрже развијајући спорт у Пољској.
- Карол Јаблоњски је међународни ДН шампион света.
- Репрезентација лакрос квалификовала се за Светско првенство три пута узастопно (2010—2018). Године 2018. освојила је 32. месту од 46.

## Олимпијске игре
Олимпијски комитет је створен 1918. и признат 1919. На Олимпијским играма учествовала је од 1924, изузев Летњих олимпијских игара 1984. под вођством Совјетског Савеза.
Спортисти су освојили укупно 302 медаље: 74 златне, 90 сребрних и 140 бронзаних. Пољска је трећа најуспешнија земља (после Мађарске и Румуније) од оних који никада нису били домаћини Олимпијаде.
Најуспешнији спортови су фудбал и одбојка. Пољска је освојила пето место у модерном петобоју на Летњим олимпијским играма, седмо у атлетици, а такође је била успешна у дизању тегова, борилачким вештинама и нордијском скијању.

## Познати пољски спортисти

### Скијање
- Јустина Ковалчик-Текијели (19. јануар 1983, Лиманова) је пољска скијашка тркачица која се такмичила од 2000. Она је олимпијска и двострука светска шампионка. Освојила је Тур де ски четири пута заредом и четири Светска првенства, освојила је пет медаља (две златне, једну сребрну и две бронзане) на Олимпијским играма и седам медаља (две златне, три сребрне и две бронзе) на Светском првенству.
- Адам Малиш (3. децембар 1977. у Висли) је скијашки скакач, освајач четири олимпијске медаље (три сребрне и једне бронзане) на Зимским играма 2002. и 2010. и освојио је Светско првенство четири пута, добитник је једне сребрне и бронзане медаље. Освојио је и 39 такмичења Светског првенства, што га чини трећем на листи свих времена, иза Грегора Шлиренцауера (52) и Матија Никенена (46). Први је скакач који је икада освојио Светско првенство три пута заредом. Након завршетка скакачке каријере, појавио се на Дакар релију.

### Атлетика
- Ирена Шевињска (24. мај 1946 у Санкт Петербургу) је спринтерка. Између 1964. и 1980. је учествовала на пет Олимпијских игара, освојивши седам медаља, од којих су три златне. Такође је оборила шест светских рекорда и била је прва жена која је истовремено држала светске рекорде на 100 m, 200 m и 400 m. Такође је освојила тринаест медаља на Европским првенствима. Између 1965. и 1979. освојила је двадесет и шест титула шампиона Пољске у спринту на 100 m, спринту 200 m, спринту 400 m, четири штафети на 400 m и скоку у даљ.
- Роберт Кожењовски (30. јул 1968) је бивши пољски спортиста брзог хода. Освојио је четири златне медаље на Летњим олимпијским играма и три Светска првенства.
- Маријуш Пуђановски (7. фебруар 1977) је професионални стронгман. Почео је да се бави кјокушином 1988, да диже тегове 1990. и да се бави боксом 1992. Један је од тројице који су освојили титулу најјачих мушкараца на свету (2002, 2003, 2005. и 2007).

### Тенис
- Агњешка Радвањска (6. март 1989. у Кракову) је бивша пољска тенисерка друга на свету. Била је финалисткиња Вимблдона 2012. и победница ВТА финала 2015.
- Јадвига Јенджејовска је била успешна тенисерка пре Другог светског рата, Војћех Фибак током 1970-их и 1980-их, а Агњешка Радвањска до пензионисања 2018.

### Борилачке вештине
- Ендру Голота (5. јануар 1968) је боксер. У аматерској каријери постигао је 111 победа које су кулминирале освајањем бронзане медаље на Летњим олимпијским играма 1988. Такође је освојио бронзану медаљу на Европском аматерском првенству 1989. Његов професионални рекорд износи 39 победа, шест пораза и један нерешен резултат, уз 32 нокаута.

- Томаш Адамек (1. децембар 1976) је професионални боксер у тешкој категорији. Његов професионални рекорд (од марта 2013) је: 48 победа, два пораза, уз 29 нокаута.
- Јоана Јенджејчик (18. август 1987) је мешовита борилачка уметница која се такмичила у женској дивизији Ultimate Fighting Championship. Она је бивша женска шампионка у лакој категорији и држала је титулу 966 дана, што је чини најдужим прваком у дивизији. Од 28. септембра 2020. је четврта и пета на женској ранг листи.
- Јан Блахович (24. фебруар 1983) је професионални мешовити борилачки уметник. Такмичи се у полутешкој категорији Ultimate Fighting Championship, где је тренутни првак.

### Фудбал
- Јерзи Дудек (23. март 1973. у Рибњику) је познати пољски голман који је започео професионалну каријеру у ГКС Тихи, националној лиги у којој је играо једну сезону 1995—96. Између 1996. и 2002. био је члан Фајенорда Ротердам из Ередивизије, где је освојио првенство Холандије 1998—99. и Суперкуп 1999—2000. Током свог боравка у Фајенорду, био је највиши почасни голман у лиги, два пута освајајући награду чувара године (1998—99. и 1999—2000). Године 2002. пребачен је у Ливерпул из Премијер лиге, освојивши Лигу купа 2002—03, УЕФА Лигу шампиона 2004—05. и Европски Суперкуп 2005—06, као и ФА куп 2005—06. Између 2007. и 2011. Дудек је играо за Реал Мадрид у Шпанији, а затим се повукао. Учествовао је у 60 утакмица репрезентације.
- Збигњев Боњек (3. март 1956. у Бидгошч) је фудбалер. Играо је у Завиша Бидгошчу, Виђеви, Јувентусу и Роми. Године 2004. Пеле га је уврстио на Фифа 100. Данас је председник фудбалског савеза, за којег је изабран 26. октобра 2012.
- Гжегож Лато (8. април 1950. у Малборку) је све време вођа фудбалске репрезентације. Био је водећи стрелац на Светском првенству 1974, где је освојио Златну копачку након што је убацио седам најбољих голова на турниру. Његова каријера се поклопила са златном ером пољског фудбала, која је започела олимпијским златом у Минхену 1972, а завршила се деценију касније трећим местом на Светском првенству у Шпанији 1982. Повукао се из професионалног фудбала 1984. године са 45 међународних голова, што је рекорд који нико није оборио до данас. Изабран је 30. октобра 2008. за председника фудбалског савеза Пољске, али 26. октобра 2012. Збигњев Боњек је постао председник уместо њега.

### Хокеј
- Маријуш Черкавски (13. април 1972. у Радомском) је хокејаш који има успешну каријеру у Националној хокејашкој лиги са укупно 215 голова, 220 асистенција и 435 поена у 745 утакмица. Играо је за Бостон бруинси (1993—96. и 2005—06), Едмонтон ојлерси (1996—97), Њујорк ајландерси (1997—2002. и 2003—04), Монтреал канадијанси (2002—03) и Торонто мејпл лифси (2005—06). Представљао је Пољску на Зимским олимпијским играма 1992, где је имао једну асистенцију у пет утакмица. Тренутно игра за Rapperswil-Jona Lakers из швајцарске националне лиге.

- Кшиштоф Олива (12. април 1973. у Тихију) је бивши професионални хокејаш на леду који је играо на левом крилу у националној хокејашкој лиги. Добио је надимак Чекић због физичког присуства на леду. Освојио је Стенли куп 1999—2000. као члан Њу Џерзи девилсија. Играо је за Коламбус блу џакетси, Питсбург пенгвинси, Њујорк ренџерси, Бостон бруинси и Калгари флејмси.

### Гимнастика
- Хелена Ракочи (23. децембар 1921. у Кракову) је гимнастичарка на Олимпијским играма (1952. и 1956) и Светска првакиња (1950. и 1954). Светски индивидуални је шампион у вишебоју 1950. Увршћен у међународну гимнастичку кућу славних 2004.

### Мотоциклизам
- Роберт Кубица (7. децембар 1984. у Кракову) је први возач Формуле 1. У тркама је дебитовао на Великој награди Мађарске 2006. Освојио је треће место на Великој награди Италије 2006. где су му конкуренти били Михаел Шумахер (Немачка) и Кими Рејкенен (Финска). Сезоне 2007. доживео је несрећу на Великој награди Канаде, уганувши зглоб и добивши лакши потрес мозга. Прву победу освојио је на Великој награди Канаде 2008.

- Собеслав Засада (27. јануар 1930. у Дабровој Горњичи) је бивши возач релија. Освојио је Европско првенство 1966, 1967. и 1971, а вицешампион је био 1968, 1969. и 1972.
- Томаш Голоб (11. априла 1971. у Бидгошчу) је најпризнатији пољски мотоциклиста. Петнаест пута је завршио у првих десет Speedway Grand Prix, укључујући и свој најбољи учинак 2010. када је освојио прво место.
- Алан Кулвицки (14. децембар 1954 — 1. април 1993), надимак пољски принц, био је амерички NASCAR. Освојио је првенство Купа 1992.

### Одбојка
- Павел Загумни (18. октобар 1977) је пољски одбојкаш. Син је Леха Загумна, тренера одбојкашког клуба Politechnika Warszawa. Игра у Кенђежину Козле и у репрезентацији Пољске, у којој је дебитовао 1998. У најбољим годинама, Загумни је био сматран најбољим играчем на свету.

## Академско образовање
Пољска је развила мрежу универзитета за физичко васпитање, а најстарији од њих је Универзитет за физичко васпитање Јозеф Пилсудски у Варшави.

## Уметност
На Летњим олимпијским играма освојили су неколико медаља на уметничким такмичењима.

## Музеји
- Музеј спорта и туризма у Варшави
- Музеј спорта и туризама у Карпачу[28]
- Музеј спорта и туризма у Лођу,[29] одељење градског музеја
- Музеј лова и коњарства[30]